# Международный банк Санкт-Петербурга
Международный банк Санкт-Петербурга (МБСП) — российский банк (1989—2019).

## История
Международный банк Санкт-Петербурга был основан в 1989 году в Ленинграде. Вначале он назывался «Ленмебельбанк», затем — «Петербургский лесопромышленный банк». Банк входил в холдинг бизнесмена Владимира Когана.
В 1999 году банк перешёл под управление Сергея Бажанова, который до этого был вице-президентом «Инкомбанка» и председателем правления «БалтОнэксимбанка». Банк получил новое название «Международный банк Санкт-Петербурга».
В 2004 году Бажанов выкупил МБСП, в этом же году банк вступил в систему страхования вкладов.
Офисы банка находились в Москве, Санкт-Петербурге, Нижнем Новгороде, Ульяновске, Волгограде и Новосибирске".
МБСП считался корпоративным банком и концентрировался на обслуживании крупного бизнеса: по данным «СПАРК-Интерфакс», он сотрудничал с «Владимирэнергосбытом», «Московским Метростроем», холдингом Setl Group, корпорацией «Аэрокосмическое оборудование», «Мостостроительным отрядом № 19», «Группой ЛСР», «Л1 строительная компания № 1». Банк также предоставлял гарантии для ряда крупных строительных, ремонтных и реставрационных работ в Петербурге.
Розничный бизнес в МБСП был развит плохо. Кредитный портфель физлиц в банке на 1 сентября 2018 года составлял всего 80 млн рублей против 14 млрд рублей у юрлиц. Именно за счет этой специализации банк пережил кризис 2008 года, когда разорились многие банки, которые ориентировались на розницу, мелкий и средний бизнес.
В 2015 году МБСП, единственный из петербургских банков, воспользовался программой докапитализации региональных банков, получив от «Агентства по страхованию вкладов» (АСВ) облигации федерального займа на сумму 803 млн рублей.
На начало сентября 2018 года депозитный портфель МБСП достиг 19,26 млрд рублей (5-е место среди банков Петербурга и 76-е — в России). По размеру активов банк занимал 116-е место в России, по размеру кредитного портфеля — 112-е место.
Всего в капитале МБСП было семь субординированных займов на общую сумму 3,3 млрд рублей. Помимо субординированного займа от АСВ в капитал банка включены займы на 2,5 млрд рублей от Hervet Investments Ltd (Республика Кипр) сроком погашения до 2025 года и 20 млн рублей от ЦКБ МТ «Рубин».
Во второй половине 2018 года в банке возникли проблемы, связанные с высокой долей проблемных активов/>. В июне 2018 года международное рейтинговое агентство S&P Global Ratings подтвердило долгосрочный кредитный рейтинг на уровне В- по международной шкале, но в начале октября рейтинговое агентство «Эксперт РА» понизило банку рейтинг до уровня ruССС с негативным прогнозом.

## Собственники
По состоянию на 4 июля 2018 года, главным акционером банка был Сергей Бажанов, ему принадлежало 92,28 % акций. 6,95 % акций принадлежали АО «Триумф» и 0,77 % акций — миноритарным акционерам.
По информации газеты «Коммерсантъ», Бажанов пытался продать банк и даже передать его потенциальному владельцу экс-банкиру Владимиру Антонову за 1 рубль. Однако сделка не состоялась.

## Отзыв лицензии в 2018 году
У Банка России в 2018 году возникли серьёзные претензии к работе МБСП. По информации «Делового Петербурга», в МБСП в августе прошла внеплановая проверка по результатам которой Банк России принял жесткие меры.
По оценке Банка России, проблемы в деятельности банка возникли в связи с использованием рискованной бизнес-модели, в результате на его балансе образовался значительный объём проблемных активов. Формирование адекватных принятым рискам резервов выявило полную утрату банком собственных средств. ЦБ дважды в течение года применял в отношении МБСП меры надзорного воздействия, в том числе вводил ограничение на привлечение денег. Руководство и собственники банка не предприняли действий, направленных на нормализацию деятельности организации. По оценке ведущего аналитика по банковским рейтингам «Эксперт РА» Екатерины Михлиной, «Введение временной администрации обусловлено снижением собственного капитала банка более чем на 30 % при одновременном нарушении одного из обязательных нормативов, установленных Банком России».
С 15 октября 2018 года Центробанк возложил на «Агентство по страхованию вкладов» (АСВ) полномочия временной администрации по управлению МБСП. Также был введен мораторий на удовлетворение требований кредиторов МБСП на три месяца. АСВ исследовало финансовое положение банка, в результате выявлена значительная разница между стоимостью активов и обязательств банка, превысившая 15,5 млрд рублей.
Приказом от 31 октября 2018 года Банк России отозвал у МБСП лицензию на осуществление банковских операций.
В связи с тем, что МБСП являлся участником системы страхования вкладов, выплаты вкладчикам осуществляются с 25 октября 2018 года через банк ВТБ, действующий от имени АСВ и за его счет в качестве банка-агента. По данным АСВ, объём выплат составит 16,6 млрд рублей.
Президент Ассоциации банков Северо-Запада Владимир Джикович заявил, что причина отзыва лицензии в том, что Банк России чрезмерно ужесточает требования к банкам.
После лишения МБСП лицензии Сергей Бажанов начал распродажу своего имущества и уехал в Лондон. В декабре 2018 года Бажанов подал в суд иск, пытаясь оспорить отзыв Центробанком лицензии. Однако спор с регулятором закончился выдвижением обвинений в адрес Бажанова в выводе активов и банкротством банка.

## Вопрос о выводе активов
Одновременно с информацией об отзыве лицензии газета «Деловой Петербург» опубликовала предположения, что проблемы в работе банка возникли из-за операций с аффилированными лицами. В дальнейшем АСВ и Центробанк выдвинули против руководства банка обвинения в выводе активов.
20 февраля 2019 года Центробанк сообщил об обнаружении признаков вывода активов из МБСП. По утверждению регулятора, банк передавал права требований к ряду контрагентов своему акционеру, а также приобретал неликвидные активы. Информацию Центробанк передал в Генпрокуратуру, МВД и Следственный комитет.
Сергей Бажанов считает «отзыв лицензии огромной ошибкой, которая принесла только ущерб клиентам, государству и сотрудникам МБСП». Бажанов утверждал, что сам является одним из крупнейших кредиторов банка и хранит в нём все сбережения своей семьи за 20 лет.
В дальнейшем, обвинение в выводе активов повторялось и обрастало подробностями.
К октябрю 2019 года временная администрация МБСП оспорила в суде сделки банка на сумму более 974,5 млн рублей, которые он выдал в качестве кредитов и выплатил в виде
вознаграждения по агентским договорам.
29 сентября 2019 года газета «Фонтанка» опубликовала статью, в которой утверждалось, что с января по июль 2018 года банк через схему с покупкой необеспеченных ценных бумаг вывел 9 млрд рублей в кипрскую компанию Hervet Investments, принадлежащую родному брату жены Бажанова Сергею Зуеву. По словам самого Зуева, он лишь формальный учредитель, а в реальности Бажанов отстранил его от руководства фирмой. Газета пишет, что Бажанов не ответил на вопрос является ли он бенефициаром Hervet Investments.
24 октября 2019 года АСВ заявило, что «на дату отзыва лицензии 60 % совокупных активов Банка приходится на схемное финансирование с участием нерезидентов предположительно с целью вывода активов. В частности, между Банком и рядом крупных международных контрагентов заключались сделки кредитного характера. В дальнейшем задолженность контрагентов уступалась подконтрольным Банку компаниям в рамках фидуциарных сделок, что позволяло Банку искажать официальную отчетность. При этом публичность и известность на рынке большинства указанных контрагентов позволяли Банку скрывать действительных должников и присущие им риски».
Тем не менее, постановление МВД о возбуждении уголовного дела в отношении Сергея Бажанова по статьям о мошенничестве и злоупотреблении полномочиями четыре раза не было согласовано Прокуратурой Санкт-Петербурга.

## Банкротство в 2019 году
Вслед за отзывом лицензии 18 ноября 2018 года Банк России подал иск о признании МБСП банкротом.
25 сентября 2019 года Арбитражный суд Санкт-Петербурга и Ленобласти удовлетворил заявление Центрального банка России о признании банкротом АО «Международный банк Санкт-Петербурга». Временная администрация банка попросила суд взыскать с четырёх руководителей банка (Сергея Бажанова, его жены Татьяны, а также членов правления МБСП Максима Анищенкова и Елены Скворцовой) сумму в размере более 85 млн рублей, которую они ранее получили в виде премии. Однако оспорить премии в суде не удалось.